# GROMACS
GROMACS (skraćeno od GROningen MAchine for Chemical Simulations — Groningen mašina za hemijske simulacije) je molekulsko dinamički simulacioni paket originalno razvijen na Groningenskom univerzitetu. On se u današnj vreme održava i proširuje i na drugim mestima, uključujući Upsalski univerzitet, Stokholmski univerzitet i Maks Plank institut za istraživanje polimera. GROMACS je softver otvorenog koda pod GNU generalnom javnom licencom

## Istorija
projekat je originalno započet da bi se konstruisao namenski paralelni računarski sistem za molekularne simulacije, koji jbe baziran na prsten strukturi. Izvorni kod specifičan za molekularnu dinamiku je prerađen u  programskom jeziku iz Fortran77-baziranog programa GROMOS, koji je razvila ista grupa.

## Osobine
Program je napisan za Juniks operativne sisteme, ali se on može koristiti na Microsoft Windows mašinama koristeći Cigvin (engl. Cygwin) Juniks sloj. Program može izvršavati na paralelnim mrežama računara koristeći MPI interfejs predavanja poruka.
GROMACS sadrži skript za konvertovanje molekulskih koordinata iz PDB fajla u formate koje program interno koristi. Nakon što je konfiguracioni fajl za simulaciju nekoliko molekula (po mogućnosti uključujući rastvarač) kreiran, izvršavane simulacija (što je vremenski konzumirajući proces) proizvodi fajl trajektorije koji opisuje kretanje atoma u toku vremena. Taj trajektorijski fajl se može analizirati ili prikazati brojnim alatima.
Mnogi specifični elementi su dodati u toku tranzicije GROMOS-a u GROMACS. Najznačajniji među njima su:
- Računanje viriala u jednoj, umesto dve sume preko čestica;
- Generička reprezentacija svih mogućih tipova periodičnih kutija;
- Optimizovano rukovanje listom suseda putem smeštanja translacionih vektora ka najbližim susedima u periodičnom sistemu;
- Specijalizovane rutine za računanje inverznog kvadratnog korena;
- Korišćenje kubne splajn interpolacije iz tabeliranih vrednosti za evoluiranje sile/energije;
- Brza na-rešetki-zasnovana pretraga suseda
- Upotreba multimedijskih (3DNow! i SSE) instrukcija na Pentium (III i viši), Athlon, Duron procesorima.

Visoko optimizovani kod čini GROMACS jednim of najbržih programa za molekulske simulacije. Dodatno, podrška za različita polja sila daje GROMACS-u veliku fleksibilnost.

## Upotreba
- je u znatnoj upotrebi u distribuiranom računarskom projektu Folding@Home, gde je on korišćen ekstenzivno u simulacijama proteinskog uvijanja. (Toj verziji programa je dodeljena non-GPL licenca).[4]
- EvoGrid je distribuirani računarski projekat sa fokusom na evoluciju veštačkog života, isto tako koristi GROMACS.[5]

## Spoljašnje veze
- GROMACS vebsajt
- GROMACS forumi
- Tutorijali: službeni tutorijali, neslužbeni tutorijali Džastina Lemkula, neslužbeni tutorijali Vesa Barneta
- GROMACS na GPU
GROMACS na srodnim projektima Vikipedije:Podaci na Vikipodacima